# Panther River
Panther River är ett vattendrag i Kanada.   Det ligger i provinsen Alberta, i den centrala delen av landet, 3 000 km väster om huvudstaden Ottawa.
I omgivningarna runt Panther River växer i huvudsak barrskog. Trakten runt Panther River är nära nog obefolkad, med mindre än två invånare per kvadratkilometer.